# Heinrich Nikolaus Gerber
Pour les articles homonymes, voir Gerber.
Heinrich Nikolaus Gerber est un compositeur allemand né le 6 septembre 1702 à Wenigenehrich près de Sondershausen et mort le 6 août 1775 à Sondershausen.

## Biographie
Il a fait des études de droit à Leipzig mais s'est dirigé vers la musique, étudiée avec Johann Sebastian Bach. Il fut là-bas organiste de la cour et professeur de Johann Philipp Kirnberger.

## Partitions gratuites
- IMSLP 4 Inventions pour orgue.